# Powiat Dunajská Streda
Powiat Dunajská Streda (słow. okres Dunajská Streda, węg. Dunaszerdahelyi járás) – słowacka jednostka podziału administracyjnego znajdująca się w kraju trnawskim. Powiat Dunajská Streda zamieszkiwany jest przez 112 384 obywateli (w roku 2001; w tym 83% Węgrów) i zajmuje obszar 1075 km². Średnia gęstość zaludnienia wynosi 104,54 osób na km². Miasta: Šamorín, Veľký Meder i powiatowa Dunajská Streda.